# Maurice Schelck
Maurice Schelck (Aalst, 2 maart 1906 - Gent, 11 november 1978) was een Vlaamse kunstschilder.̝
Hij studeerde aan de kunstacademies van Aalst (met zijn eerste tentoonstelling), Brussel (opleiding door Herman Richir), Parijs en Rome. Hij schilderde rurale taferelen, dorpsfiguren, portretten en stillevens, en waagde zich ook aan geabstraheerde landschappen. In zijn grafisch werk herinneren zijn monumentale figuren hij aan Henri Permeke en Frits van den Berghe
In 1928 blonk hij reeds uit in een jongerententoonstelling in de galerij Giroux in Brussel.  Hij won op vijfentwintigjarige leeftijd de prestigieuze Godecharleprijs (met een "moeder en kind"). Hij werd lid van de kunstenaarskring "Oost-West" in Deurle, waartoe bijna alle kunstenaars uit de Leiestreek behoorden. In zijn boek "La peinture belge", verschenen in 1930, vestigde Paul Collin reeds de aandacht op Maurice Schelck.
Hij onderbrak zijn loopbaan in 1932 als kunstschilder toen mevr. Giroux op tachtigjarige leeftijd overleed. Hij had zijn succes in grote mate aan haar te danken. Haar overlijden deed hem in een crisis belanden. Hij gaf in 1937 nog slechts een tentoonstelling in de galerij Vyncke-Van Euck in Gent.
Plots, na jaren zwijgen, in 1959 gaf hij een grote tentoonstelling van lyrisch-abstracte werken in het (toenmalig) Brussels Paleis voor Schone Kunsten (nu BOZAR). Maar twee jaar later stopte hij abrupt deze abstracte richting.
Hij gaf hierna tentoonstellingen in de zaal La Madeleine te Brussel en in de Galerij Vyncke-Van Eyck in Gent met figuratieve expressionistische werken, waarin hij zijn gave als colorist en zijn ongemeen rijk palet kon aantonen. Hij gebruikte niet langer meer olieverf, maar bereidde zelf zijn kleuren uit zuivere pigmenten, die hij vermengde met kunstharsen.
Schelck werd een toonaangevend figuur in het kunstenaarsdorp Sint-Martens-Latem sinds 1960, toen hij zich er vanuit Aalst kwam vestigen in "Huize ten Wolken Jager", omdat hij er zich in dit magisch oord aan de bron van het Vlaams expressionisme wilde voelen.  Sinds 1986 verbleef hij ook veel in zijn appartement in Oostende, waar hij tal van vrienden maakte en ook een expositie gaf in het toenmalig museum.
Schelck was bevriend met Leon De Smet, Hubert Malfait, Jules De Sutter, Evarist De Buck, Fons Roggeman, Luc-Peter Crombé, Joe van Rossem, Vic Dooms, Eduard De Clercq, Lea Vanderstraeten en Martin Wallaert.
Schelck wordt, samen met Hubert Malfait en Vic Dooms, beschouwd als een van de laatste volgelingen van de Latemse School. Met kunstcriticus Jan Dhaese en historicus Hugo Van den Abeele stichtte Schelck "De Schilders van de Ronde Tafel", een groep kunstenaars van divers pluimage (schilders, beeldhouwers, filosofen, dichters, auteurs) die elke zondagmorgen samenkwamen in het plaatselijke dorpscafé 'Sint-Martinus' en waaruit de basis gelegd werd van de huidige "Latemse Kunstkring".
Schelck ligt begraven op het Artiestenkerkhof te Sint-Martens-Latem.
Hij hield talrijke exposities, zowel in het binnenland als het buitenland.
Zijn werken bevinden zich in musea in Antwerpen, Oostende, Aalst, Milaan en Montevideo, alsook in veel privéverzamelingen in Europa en Amerika (VSA, Canada, Uruguay).
Hij kreeg in 1969 een grote retrospectieve tentoonstelling in Venlo en Hilversum (92 werken); in december 1969-januari 1970 in het (toenmalig) Museum voor Schone Kunsten van Oostende  en in oktober 1970 in Aalst (in het Oud Hospitaal met 206 werken).
De kerk van Sint-Martens-Latem bevat een groot doek.
- International Standard Name Identifier: 0000 0000 8195 8499
- Library of Congress Control Number: n80110349
- Nederlandse Thesaurus van Auteursnamen: 15229614X
- RKD-Nederlands Instituut voor Kunstgeschiedenis: 70285
- Union List of Artist Names: 500042601
- Virtual International Authority File: 8691036
- WorldCat: E39PBJrrvKmfXCfV9bHVGmjDMP